# Вахб ибн Саад
Вахб ибн Саад ибн Аби Сарх (араб. وهب بن سعد بن أبي سرح‎ Wahb ibn Saʿd ibn Abī Sarḥ;род. Мекка) — сподвижник исламского пророка Мухаммеда.

## Биография
Он родился в 592 году в Мекке. Он принял ислам, а затем переехал в Ясриб и посетил дом Кульсума ибн аль-Хадма. Вахб также был свидетелем битвы при Ухуде, битвы у рва, битвы при Хайбаре и Худайбийского мирного договора и был убит в битве при Муте в месяц Джумада аль-уля в 8 году хиджры, в 629 году по григорианскому календарю, в возрасте 40 лет. Он был братом Абдуллаха ибн Сада, одного из мусульманских командиров, принимавших участие в завоевании Северной Африки во время правления Третьего праведного халифа халифата Усмана бин Аффана, его матерью была Мухана бинт Джабир аль-Ашарийя.

## Генеалогия
- Вахб происходил из клана Бани Амир бин Луай племени курайшитов, и его родословной был Вахб ибн Саад ибн Аби Сарх ибн аль-Харис ибн Хабиб ибн Джадзима[5] ибн Малик ибн Хисл ибн Амир ибн Луай[6].
- Его матерью была Махана бинт Джабир из племени Ашари[5].
- Его братьями были Абдуллах ибн Саад, Увайс аль-Акбар ибн Саад, Увайс аль-Ашгар, Ияс и Абу Хинд[5].